# Sympistis leucoptera
Sympistis leucoptera är en fjärilsart som beskrevs av Eugen Johann Christoph Esper 1796. Sympistis leucoptera ingår i släktet Sympistis och familjen nattflyn. Inga underarter finns listade i Catalogue of Life.